# Mornimont
Mornimont (en wallon Mornîmont) est une section de la commune belge de Jemeppe-sur-Sambre située en Région wallonne dans la province de Namur. C'était une commune à part entière avant la fusion des communes de 1977.

## Évolution démographique
- Source: DGS, 1831 à 1970=recensements population, 1976= habitants au 31 décembre

## Patrimoine et culture

### Patrimoine architectural
- Eglise Saint-Nicolas. Edifiée en 1899 par l'architecte Michaux en style néo-gothique[1].
- Ferme de l'Abbaye, rue Grande. Reconstruite en brique et pierre bleue à la fin du XVIIIe siècle. Cette ferme était la propriété de l'abbaye de Floreffe au début du XVIIe siècle[2].
- Ferme de la Vallée, rue de l'Hôtel de Ville. (XVIIe et XVIIIe siècles)[2].

## Sports et vie associative

### Vie associative

#### Brocante
Depuis les années 1990, Mornimont est devenu célèbre pour sa brocante annuelle de début juillet.